# Inman-Nunatak
Der Inman-Nunatak ist ein Nunatak im westantarktischen Ellsworthland. Im südöstlichen Teil des Hudson-Gebirges ragt er 10 km östlich des Mount Manthe auf.
Der United States Geological Survey kartierte ihn anhand eigener Vermessungen und Luftaufnahmen der United States Navy aus den Jahren von 1960 bis 1966. Das Advisory Committee on Antarctic Names benannte ihn 1968 nach Martin Mack Inman Jr. (1922–2010), Polarlichtforscher auf der Byrd-Station in zwei aufeinanderfolgenden Sommerkampagnen zwischen 1960 und 1962.